# Darko Nikač
Darko Nikač (* 15. září 1990, Titograd, SFR Jugoslávie) je černohorský fotbalový útočník a reprezentant aktuálně hrající za klub OFK Grbalj.

## Reprezentační kariéra
V A-mužstvu Černé Hory debutoval 17. 11. 2013 v přátelském zápase proti domácímu týmu Lucemburska (výhra 4:1).